# ウィーン条約 (1866年)
ウィーン条約（ウィーンじょうやく、ドイツ語: Frieden von Wien, フランス語: Traité de Vienne, イタリア語: Trattato di Vienna）は、1866年10月3日にイタリアとオーストリアの間で締結された条約。
この条約により、オーストリア帝国はヴェネトをフランス帝国に割譲し、フランスは「人民の同意を得られた場合」という条件のもとヴェネトを即座にイタリア王国に割譲した。ロンバルディアは1859年のチューリッヒ条約ですでにサルデーニャ王国に割譲されていたため、ウィーン条約はロンバルド＝ヴェネト王国の消滅を意味した。結果的にオーストリア勢力はチロル地方を除く北イタリアから追い出されるに至った。